# Qolmas
Qolmas (persiska: قلمس) är en ort i Iran.   Den ligger i provinsen Golestan, i den norra delen av landet, 300 km nordost om huvudstaden Teheran. Antalet invånare är 268.
Terrängen runt Qolmas är mycket platt. Runt Qolmas är det ganska tätbefolkat, med 86 invånare per kvadratkilometer. Närmaste större samhälle är Gomīshān, 16,3 km väster om Qolmas. Omgivningarna runt Qolmas är i huvudsak ett öppet busklandskap.